# Метельне
Метельне — село в Україні, у Луцькому районі Волинської області. Входить до складу Олицької міської громади. Населення становить 714 осіб.
Є в селі дерев'яна одноверха Покровська церква, 1810 р. Окремо від церкви збудована дзвіниця.
На схід від села розташоване заповідне урочище «Божетарня і Культура»[джерело?].

## Географія
Селом протікає річка Путилівка.

## Історія
У 1906 році село Покощівської волості Дубенського повіту Волинської губернії. Відстань від повітового міста 30 верст, від волості 1. Дворів 32, мешканців 216.

## Населення
Згідно з переписом УРСР 1989 року чисельність наявного населення села становила 737 осіб, з яких 341 чоловік та 396 жінок.
За переписом населення України 2001 року в селі мешкало 713 осіб.

### Мова
Розподіл населення за рідною мовою за даними перепису 2001 року:
| Мова       | Відсоток |
| ---------- | -------- |
| українська | 99,72 %  |
| російська  | 0,28 %   |

## Зображення

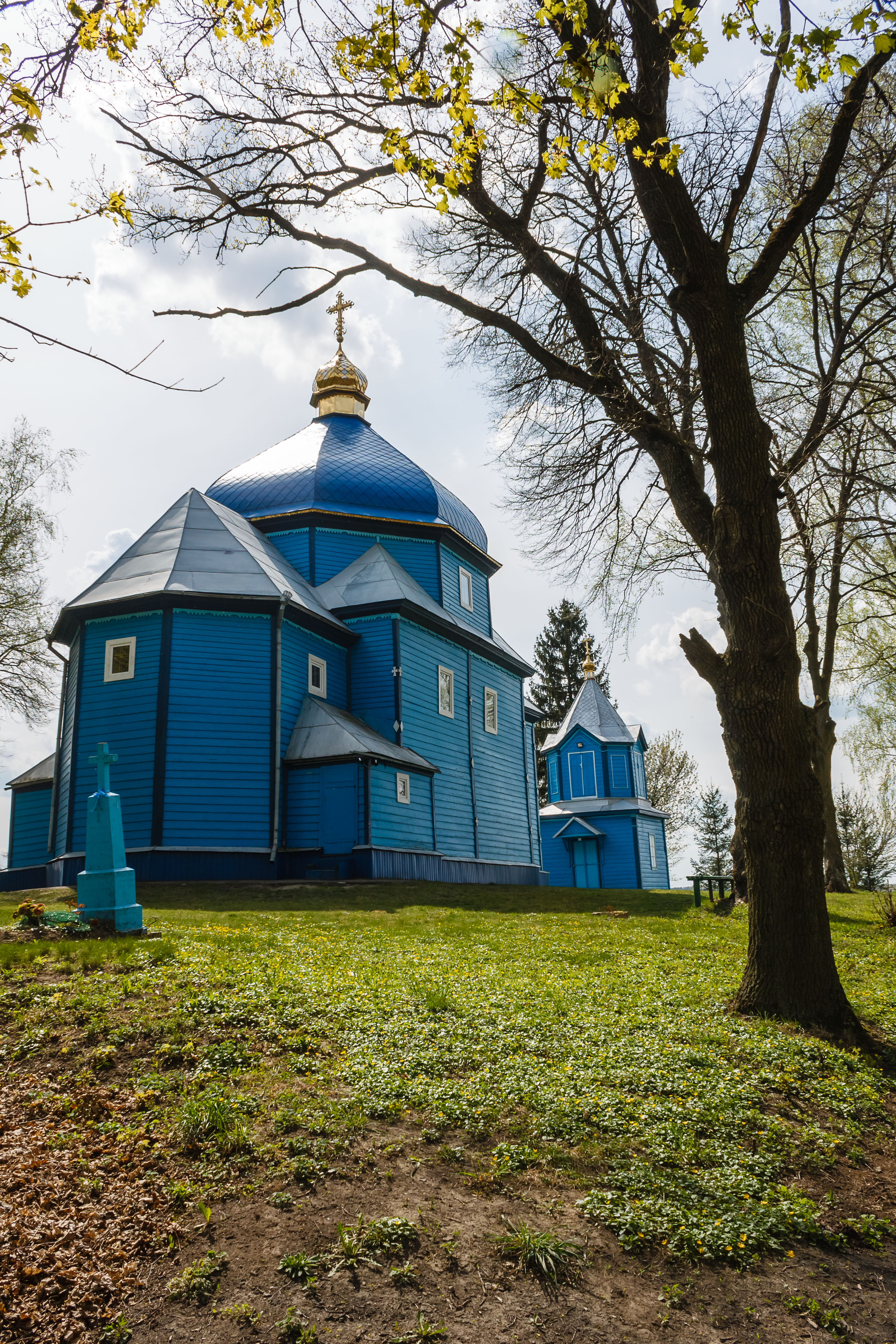
Загальний вид церкви
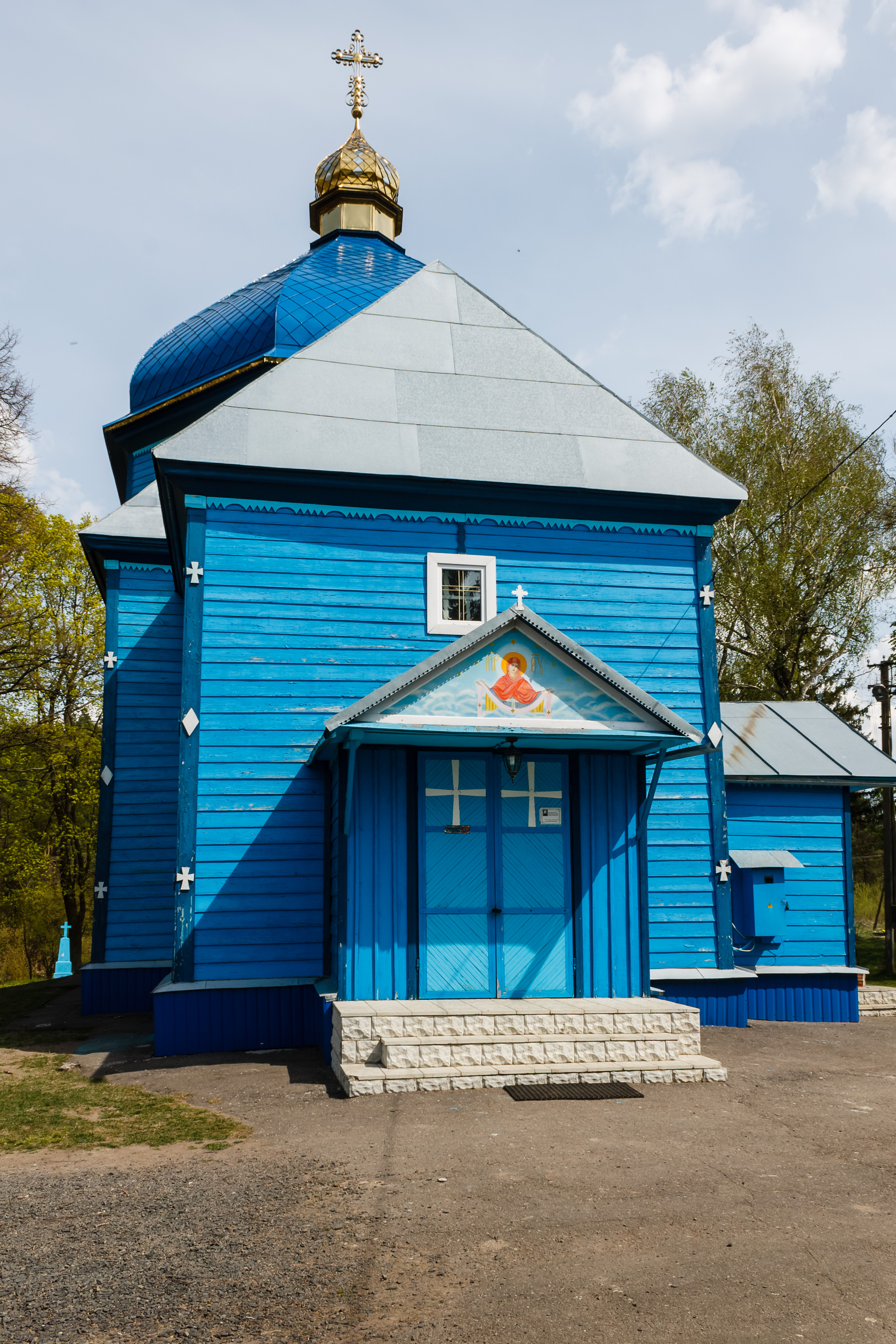
Фасад Покровської церкви
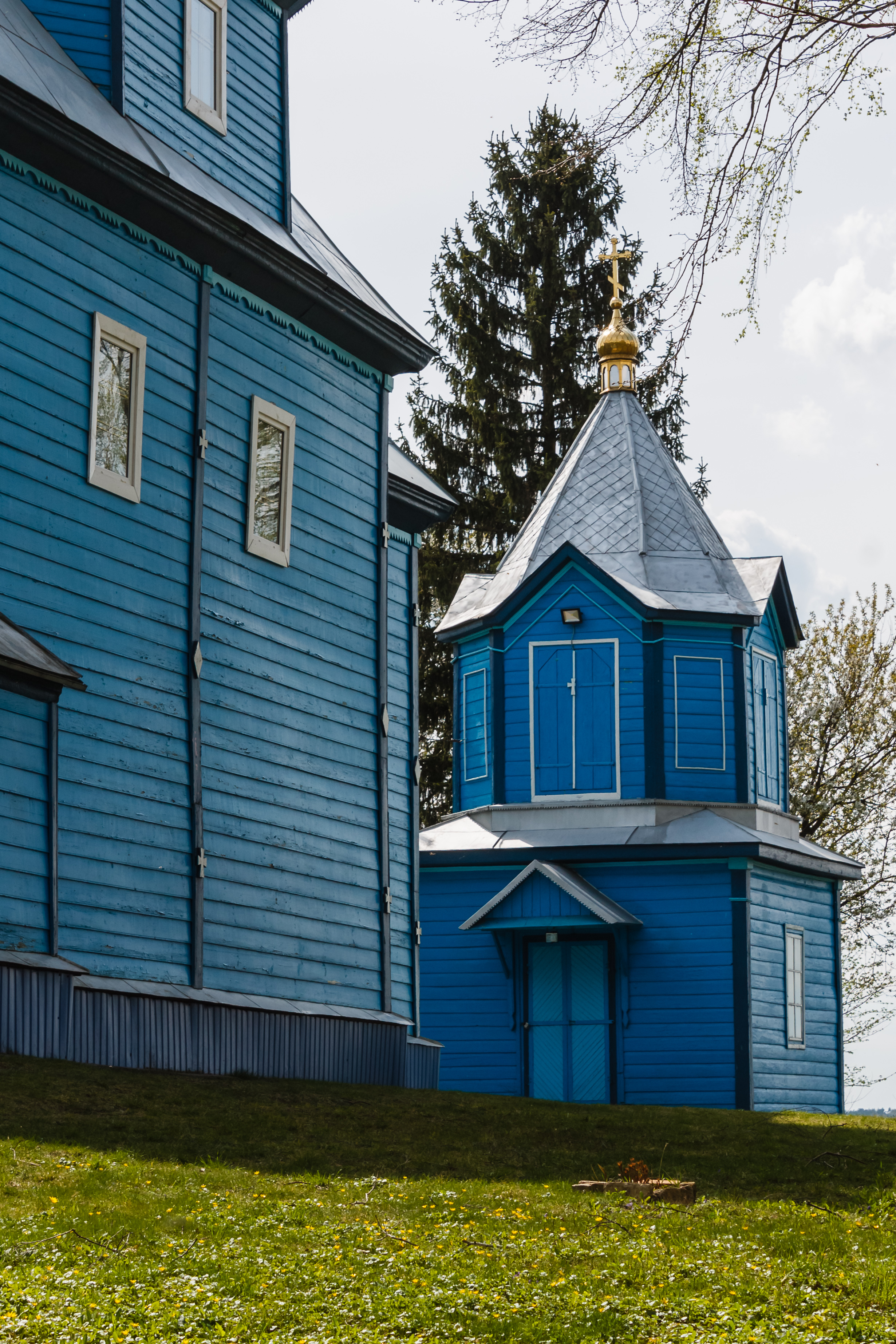
Дзвіниця